# Dorrington (Kalifornija)
Dorrington je naseljeno područje za statističke svrhe u američkoj saveznoj državi Kalifornija. Prema popisu stanovništva iz 2010. u njemu je živjelo 609 stanovnika.